# 石畳町
石畳町（いしだたみちょう）は、愛知県豊田市の町名。

## 概要
豊田市の北西部に位置し、三国山の南東麓にある。藤岡地区（旧西加茂郡藤岡町の町域にほぼ相当する）に属する。
町域東部・南部では、町境付近を木瀬川支流である韮川と愛知県道352号上渡合土岐線が絡み合うようにして縦走している。東部に立地する豊田市立石畳小学校を中心とし、県道を挟んで東西に藤岡石畳体育館、藤岡山村広場、石畳こども園（いずれも住所は豊田市白川町）などの市施設が隣接、町域南部では坂下団地と呼ばれる戸建住宅の密集地がある。東部から北東部にかけても住宅地が点在するが、町域西部は大部分が山林であり、高根山がある。
明治末期頃には、石粉の生産が盛んであった。また養蚕も行われていたという。

## 歴史

### 沿革
- 江戸期- 寛永期の『三河国村々高附』においては「加茂郡石畳村」、天保期の郷帳においても「加茂郡石畳村」という表記が見受けられる[5]。
- 1614年（慶長19年）- 大坂冬の陣より帰参した折平村出身の田中亦蔵という人物により、現町域西部の山地の開墾が始められたとされる。なお、開墾地付近には徐々に人家が集まりはじめ、後年は碧海郡から移ってきた酒井家と中根家が中心となり、開墾が続けられたという[4]。
- 1635年（寛永12年）当時- 幕府領であった[6]。
- 1701年（元禄14年）- 旗本石川総昌の知行地となる[6]。
- 1871年（明治4年）- 大区小区制施行により、第4大区第3小区に所属する[5]。
- 1878年（明治11年）- 郡区町村編制法施行により、加茂郡が西加茂郡と東加茂郡に分割される。これに伴い、石畳村の所属が加茂郡から西加茂郡に変更される[4]。
- 1884年（明治17年）7月- 戸長役場設置に伴い、石畳村、大岩村（おおいわむら）、折平村（おりだいらむら）、上渡合村（かみどあいむら）、木瀬村（きせむら）、三箇村（さんがむら）、白川村（しらかわむら）、西市野々村（にしいちののむら）、北曽木村（ほくそぎむら）の9村が同組に組み込まれる[7]。
- 1889年（明治22年）10月1日- 市制・町村制施行に伴い、石畳村、大岩村、折平村、上渡合村、木瀬村、三箇村、白川村、西市野々村、北曽木村の9村が合併して西加茂郡高岡村が誕生し[8]、石畳村は高岡村大字石畳に継承される[4]。
- 1906年（明治39年）4月1日- 高岡村、富貴下村の内3大字、藤河村が合併して藤岡村が誕生し[9]、高岡村大字石畳は藤岡村大字石畳に継承される[4]。
- 1978年（昭和53年）4月1日- 藤岡村の町制施行に伴い[9]、住所表示が藤岡町大字石畳に変更される[4]。
- 2005年（平成17年）4月1日- 藤岡町の豊田市への編入に伴い、住所表示が豊田市石畳町に変更される。

## 世帯数と人口
2019年（令和元年）7月1日現在の世帯数と人口は以下の通りである。
| 町丁   | 世帯数  | 人口    |
| ------ | ------- | ------- |
| 石畳町 | 402世帯 | 1,094人 |

### 人口の変遷
国勢調査による人口の推移
| 2005年（平成17年） | 1,176人 | [ 10 ] |  |
| 2010年（平成22年） | 1,144人 | [ 11 ] |  |
| 2015年（平成27年） | 1,142人 | [ 12 ] |  |

## 学区
市立小・中学校に通う場合、学区は以下の通りとなる。
| 番・番地等 | 小学校             | 中学校             |
| ---------- | ------------------ | ------------------ |
| 全域       | 豊田市立石畳小学校 | 豊田市立藤岡中学校 |

## 施設

### 教育施設
- 豊田市立石畳小学校

## 寺社
- 八柱神社

1668年（寛文8年）の勧進。アメノオシホミミ他7柱を祀っている。1897年（明治30年）、藁縄の売却代を元手に高根山の荒れ地に植林が行われ、1953年（昭和28年）にはその売却利益で本殿が建立された。

## 文化財

### 散布地
- 赤見夫（あかみそれ）遺跡- 縄文時代[6]
- 池ノ平（いけのたいら）遺跡- 縄文時代[6]
- 洞平（ほらだいら）遺跡- 縄文時代[6]

### 城館跡
- 石畳砦跡

現町域西部、高根山の東側山稜にあり、南北20mにわたる掘削された平地が残る。一本の老松と共に、秋葉社が祀られている。
- 梅ケ夫（うめがそれ）砦跡

高根山の東側丘陵上にあり、空堀と見られる二筋の遺構が残る。

## その他

### 日本郵便
- 郵便番号 : 470-0471[2]（集配局：藤岡郵便局[14]）。